# Oecobiidae
Los ecóbidos (Oecobiidae) son  una familia de arañas araneomorfas, que forman parte de la superfamilia de los eresoideos (Eresoidea), junto con los hersílidos y erésidos.
Son de talla pequeña, de unos 2 mm, algunas especies hacen pequeñas telarañas habituales en muchas casas y corren muy rápidamente cuando se les molesta. Los dos primeros pares de patas apuntan hacia atrás.

## Sistemática
Con la información recogida hasta el 31 de diciembre de 2011, Oecobiidae cuenta con 110 especies distribuidas en 6 géneros, siendo Oecobius el más diverso con 74 especies:
- Oecobius Lucas, 1846 (Distribución mundial)
- Paroecobius Lamoral, 1981 (África)
- Platoecobius Chamberlin & Ivie, 1935 (EUA)
- Uroctea Dufour, 1820 (Mediterráneo, África, Asia)
- Urocteana Roewer, 1961 (Senegal)
- Uroecobius Kullmann & Zimmermann, 1976 (Sudáfrica)